# اساسینز کرید ۲: اکتشاف
اساسینز کرید ۲: اکتشاف (به انگلیسی: Assassin's Creed 2: Discovery) یک بازی ویدئویی از مجموعه اساسینز کرید است که داستان غیرخطی دارد و توسط استودیوی گریپتونایت گیمز توسعه یافته و به وسیله یوبی‌سافت برای نینتندو دی‌اس و آی‌اواس منتشر شده‌است.